# Alice Haubrich-Gottschalk
Alice Haubrich-Gottschalk (geboren am 11. Januar 1892 als Alice Grabowski in Konitz; gestorben am 10. Februar 1944 in Köln) war eine deutsche Kinderärztin und Gynäkologin sowie Förderin der modernen Kunst. Nachdem sie 1938 als jüdische Ärztin ihrer Lebensgrundlage beraubt wurde und um ihrer Verhaftung durch die Gestapo zuvorzukommen, beging sie 1944 Suizid.

## Leben

### Kindheit und Ausbildung
Alice Grabowski verbrachte als Tochter des Rabbiners Victor Grabowski die ersten sechs Lebensjahre in Westpreußen. Von 1899 bis 1928 arbeitete der Vater als Rabbiner in Elberfeld. Nach der Schulausbildung in Barmen und Elberfeld machte sie 1910 in Remscheid Abitur. Anschließend studierte sie in Bonn, Freiburg und München Medizin. 1915 schloss sie ihre Ausbildung in Bonn mit der Promotion über ein chirurgisches Thema bei Carl Garrè ab.

### Berufsweg und Familie
Nach ihrer Approbation arbeitete sie zunächst in Wiesbaden. 1918 arbeitete sie in den Städtischen Krankenanstalten in Köln-Lindenthal als Assistenzärztin. In erster Ehe war sie mit dem promovierten Zahnarzt Fritz Gottschalk verheiratet. Das Ehepaar hatte eine gemeinsame Tochter, Anneliese (genannt Annelie), die am 20. Oktober 1920 in Köln geboren wurde. Das Ehepaar praktizierte bis Mitte der 1920er Jahre in gemeinsamen Praxisräumen im Haus Hohenzollernring 22. Die Ehe scheiterte; 1927 verließ Fritz Gottschalk die gemeinsamen Praxisräume.

### Ehe mit Josef Haubrich
Am 25. Juli 1929 heiratete sie den Kölner Rechtsanwalt und Kunstmäzen Josef Haubrich. Für ihn war es bereits die dritte Ehe. In der Familie wuchsen die zwei Kinder aus der ersten Ehe Haubrichs mit Anna Kux – Karl-Klaus und Ruth Luise – sowie die Tochter Anneliese Gottschalk gemeinsam auf. Das Ehepaar verkehrte in der Kölner Kunstszene, Josef Haubrich sammelte seit dem Ersten Weltkrieg Gemälde, insbesondere expressionistischer Künstler. Alice Haubrich-Gottschalk beteiligte sich gelegentlich selbst als Künstlerin an Ausstellungen.

### Zeit des Nationalsozialismus und Tod
Nach der Machtergreifung der Nationalsozialisten 1933 wurden viele Kunstwerke der von Haubrich geschätzten Künstler als „Entartete Kunst“ eingestuft und aus den öffentlichen Sammlungen entfernt. Das Ehepaar kaufte diese Werke auf und rettete so die Gemälde vor der Vernichtung. Aufgrund der jüdischen Religionszugehörigkeit wurde zunächst Alice, später auch ihr Mann zunehmend von den Nationalsozialisten diskriminiert. Mit der 4. Verordnung zum Reichsbürgergesetz vom 25. Juli 1938 wurde jüdischen Ärzten mit Wirkung vom 30. September 1938 die Approbation entzogen. Alice Haubrich-Gottschalk musste ihre Praxis im Haus Hohenstauferring 61 aufgeben. 
Als sich die Repressionen gegen die jüdische Bevölkerung weiter verschärften und viele Kölner Juden verhaftet und deportiert wurden, organisierte die Familie die Flucht von Tochter Anneliese zunächst nach Wien und später nach Dänemark. Haubrich-Gottschalk blieb in Köln. Als auch sie Anfang 1944 von der Gestapo verhört werden sollte, flüchtete sie in den Tod. Am 10. Februar 1944 starb sie nach Einnahme von Zyankali. Die Tochter überlebte und kehrte nach dem Krieg nach Köln zurück, um ebenso wie ihre Mutter Frauenheilkunde zu studieren. Sie promovierte 1952 an der Universität zu Köln.

### Grabstätte und Gedenken

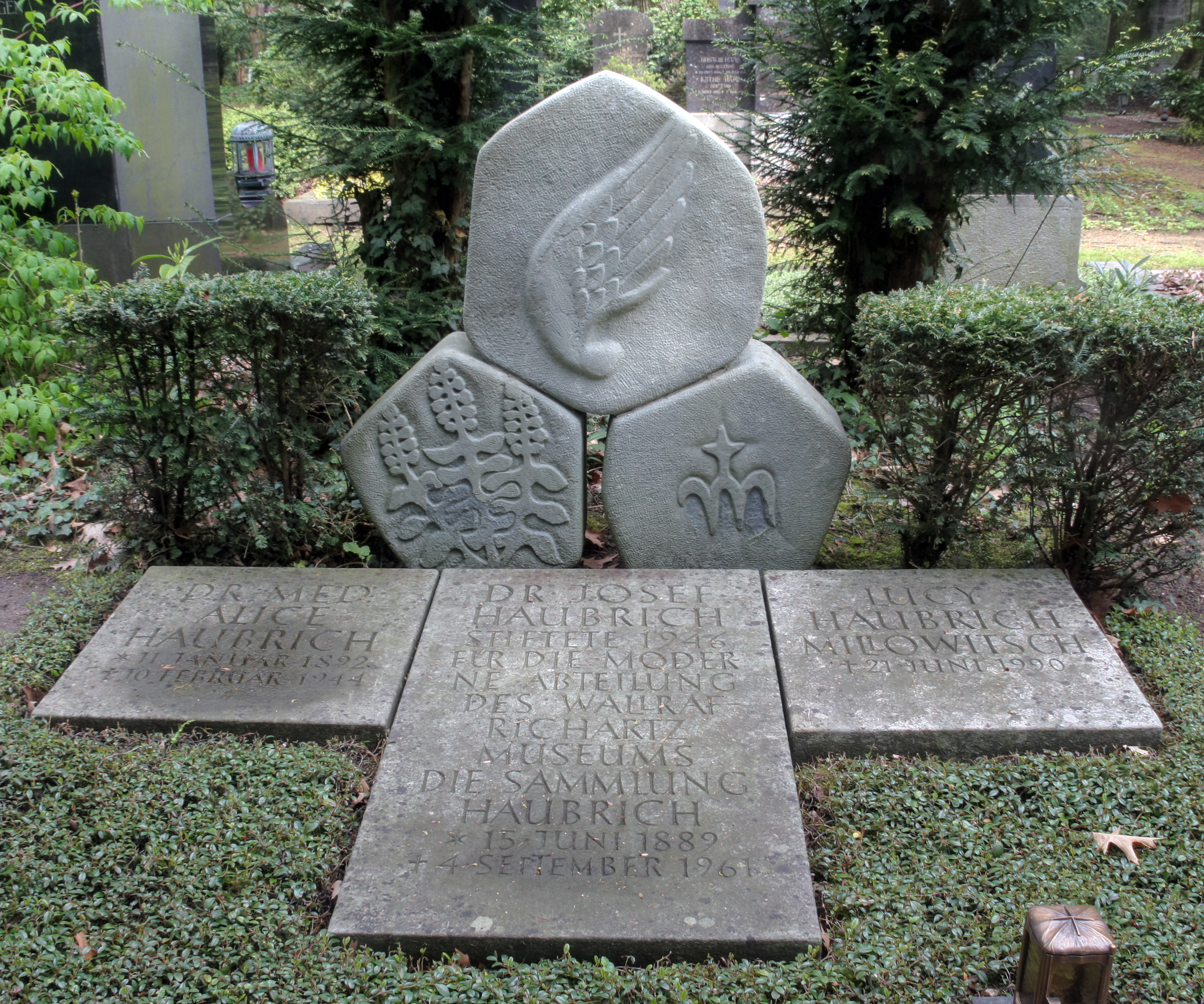
Grabstätte für Familie Haubrich-Millowitsch, auf dem Melaten-Friedhof (Flur 72a)

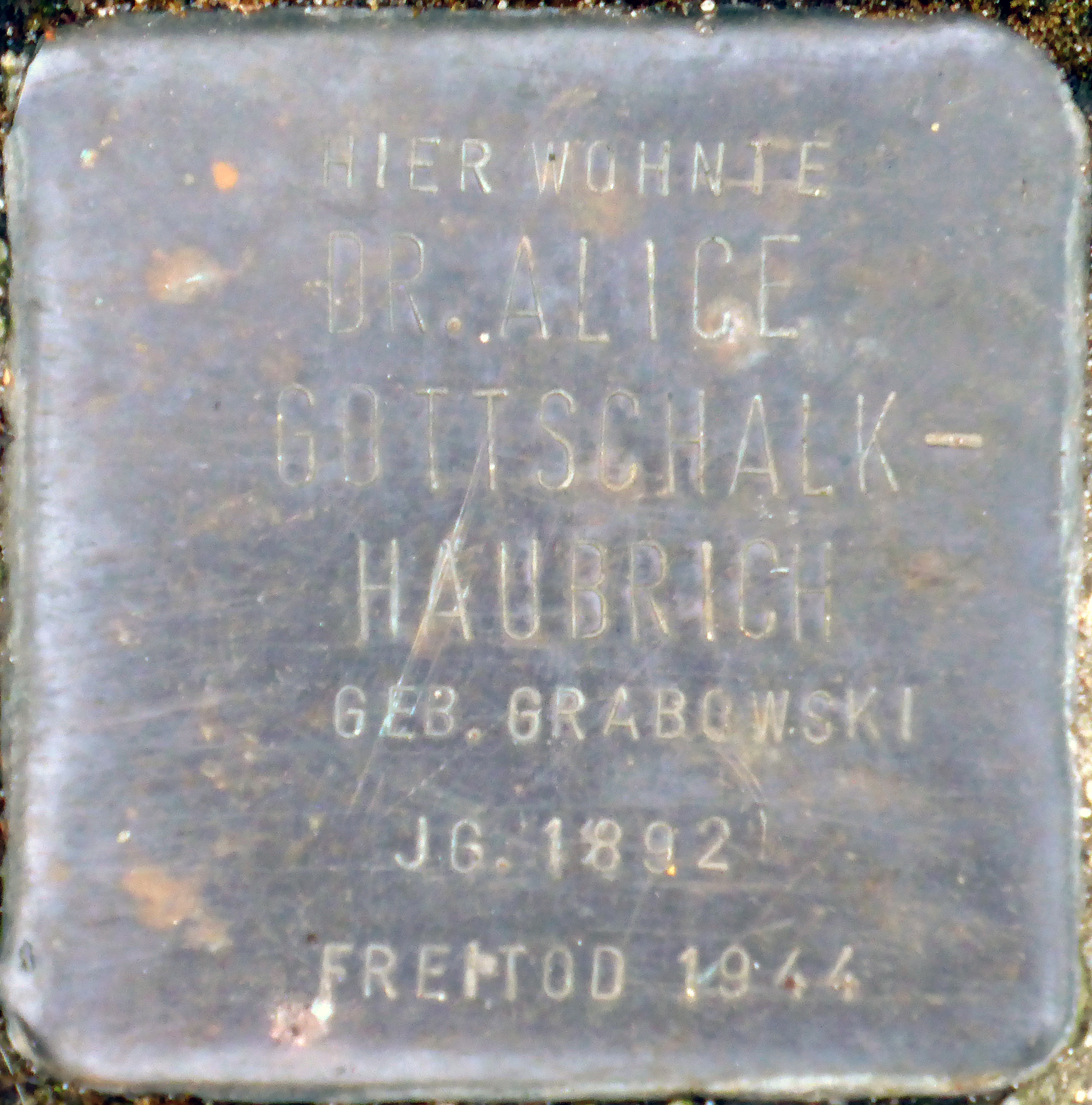
Stolperstein für Dr. Alice Gottschalk-Haubrich vor dem Haus Eugen-Langen-Straße 29

Die Grabstätte von Alice Haubrich-Gottschalk befindet sich heute auf dem Melaten-Friedhof (Flur 72A), neben ihrem Mann und seiner fünften Frau, der Kölner Schauspielerin Lucie Millowitsch, die eine Umbettung der Gräber von Alice und Josef Haubrich vom Kölner Westfriedhof veranlasste.
Vor dem Wohnhaus der Familie Haubrich in Marienburg wurden zur Erinnerung an das Schicksal der beiden jüdischen Frauen, Anneliese und Alice Haubrich-Gottschalk, zwei Stolpersteine verlegt.